# Päijänne
Päijänne é o segundo maior lago da Finlândia, com uma superfície de 1080 km². 
O lago se estende por 119 km, desde a cidade de Lahti no sul até Jyväskylä no norte. Päijänne desagua no Golfo da Finlândia através do rio Kymijoki.